# Ilha Majnoon

A ilha Majnoon (em árabe: جزيرة مجنونعدل) é uma ilha no sul do Iraque, perto de Al-Qurnah. É um centro de produção de petróleo do campo petrolífero de Majnoon descoberto pela Braspetro nos anos 1970, subsidiária da Petrobras. A área foi construída sobre dunas de areia e lama para criar locais de passagem de oleodutos. Foi palco de cofrontos na Guerra Irão-Iraque.
Antes da Guerra do Golfo, cerca de um sexto da produção de petróleo do Iraque, cerca de 7 milhões de barris por ano, passava por esta ilha. Atualmente a produção diária está reduzida a 46 milhares de barris por dia.
Em dezembro de 2009 o governo iraquiano atribuiu uma licença de exploração à joint venture formada pela Royal Dutch Shell e pela Petronas do campo de Majnoon.